# Среднонемски езици
Среднонемските езици (на немски: Mitteldeutsch) представляват подгрупа на горногерманските езици, разделяща се условно на източни и западни среднонемски езици. Книжовният немски език спада към източните среднонемски езици.